# Muve guseničarke
Tachinidae (muve guseničarke, tahine), porodica dvokrilaca koja parazitira na štetočinama, tako da se ubrajaju u vrlo korisne insekte važne u suzbijanju štetočina. Ženke odlažu jaja u blizini domadara (gusenice) na biljku kojom se domadar hrani ili pojedinačno na kožu domadara probijajuči njegovu kožu posebnom iglicom ili pilom u koju onda izleže jaja. Gusenica muve isprva se hrani krvi domadara, a kasnije isišu i sve unutarnje organe nakon čega se izvlače iz uginulog domaćina. Neke vrste imaju po dve, pa i tri generacije godišnje
Muve tahine koje legu jaja u blizini domadara ili na tlu koje kasnije traže domaćina legu oko 1.000-5.000 jaja, dok one koje polažu jaja u domaćinu legu oko 30-100 jaja. 
Tahine parazitiraju na više vrsta leptira, a od njih neke i na preko 60, Compsilura concinnata, koja napada i neke ose listarice. Ernestia rudis odlaže jaja na domaćina. Sturmia gilva je mala muva koja parazitira na više vrsta leptira, a jaja polaže na biljku kojom se domadar hrani. Carcelia chelonidae parazitira u gusenicama leptira i nekih drugih insekata. Tachina larvarum je najraširenija vrsta poznata kao parazit na šumskim i poljoprivrednim štetočinama.
Postoji blizu 10.000 vrsta ovih muha, od kojih neke pripadaju podporodicama Dexiinae, Exoristinae, Goniinae i Phasiinae.
- Triarthria setipennis
- Ceranthia lichtwardtiana
- Ormia ochracea, trudna ženka
- Wagneria costata
- Trixa conspersa

## Spoljašnje veze
- Australasian/Oceanian Diptera Catalog
- British Insects: the Families of Diptera Архивирано на веб-сајту  (12. октобар 2007)
- Bugguide.net: North American Tachinidae
- Diptera.info
- Diptera: Tachinidae - ENY 3005 Family Identification
- Handbooks for the Identification of British Insects, Vol. X. Part 4(a): Diptera Cyclorrhapha – Calyptrata (I) Section (a). Tachinidae and Calliphoridae (1st portion) Архивирано на веб-сајту  (14. новембар 2021) (2nd portion) Архивирано на веб-сајту  (23. јануар 2020), by F.I. van Emden (1954), Royal Entomological Society of London
- Key to the genera of Tachinidae in the eastern US
- NADS Homepage for Tachinidae Resources
- Rhinophorids - when a tachinid isn't a tachinid!
- TachImage Gallery Архивирано на веб-сајту  (29. март 2013)
- Tachinid Flies - Family Tachinidae, diagnostic photographs of 8 species by Cirrus Digital Imaging
- Tachinid Morphology J. E. O'Hara, North American Dipterists Society
- The Siphonini (Diptera: Tachinidae) of Europe (preview), by Stig Andersen (1996)
- UK Tachinid Recording Scheme
- Stireman, J. TACHINIDAE: Evolution, Behavior, and Ecology